# يوكيكو أوكادا
يوكيكو أوكادا (باليابانية: 岡田有希子 أوكادا يوكيكو) (22 أغسطس 1967 - 8 أبريل 1986) من مواليد ناغويا، محافظة أيتشي، اليابان كانت نجمة غناء يابانية في الثمانينات من القرن العشرين، ولا زالت مشهورة على الرغم من وفاتها في ذروة شهرتها 1986.

## روابط خارجية
- يوكيكو أوكادا على موقع IMDb (الإنجليزية)
- يوكيكو أوكادا على موقع ميوزك برينز (الإنجليزية)
- يوكيكو أوكادا على موقع أول ميوزيك (الإنجليزية)
- يوكيكو أوكادا على موقع ديسكوغز (الإنجليزية)